# 長野タクシー
長野タクシー株式会社（ながのタクシー）は、主に長野県長野市を営業エリアとするタクシー事業者である。通称は長タク。

## 沿革
- 1953年（昭和28年）12月14日 - 設立。本社は長野市高田。
- 2010年（平成22年）5月31日 - 北長池に本社を新築移転。

## 車両
- 普通タクシー（トヨタ・コンフォート）- 51台
- ジャンボタクシー（トヨタ・ハイエース）- 2台
- 軽福祉タクシー（三菱・タウンボックス）- 4台

## サービス
- 自転車サポート
自転車をタクシーで運ぶことができる。
- タクシー代行
- 自家用自動車管理業
企業や自治体の所有する車の管理を行う。